# Mariano Pierbenedetti
Mariano Pierbenedetti (né en 1538 à Camerino, dans les Marches, Italie, alors dans la États pontificaux, et mort à Rome le 21 janvier 1611) est un cardinal italien du XVIe siècle et du XVIe siècle. Il est de la famille du pape Paul III.

## Biographie
Mariano Pierbenedetti étudie au Colegio Romano. Il reçoit notamment l'abbaye de Triglio, le prieuré du chapitre de Camerino et un canonicat au chapitre de l'église de S. Angelo in Pescheria à Rome. Avec les futurs cardinaux Agostino Valeri et Ottavio Bandini, il fonde la confrérie de SS. Nunziata.
Pierbenedetti est nommé évêque de Martorano en 1577. Par son ami le pape Sixte V, il est nommé gouverneur de Rome et vice-camerlingue de la Sainte-Église. Pierbenedetti est créé cardinal par le pape Sixte V lors du consistoire du 20 décembre 1589. Le cardinal Pierbenedetti est aumônier du pape Grégoire XIV et prévôt de San Erasmo. Avec les cardinaux Alessandro Damasceni Peretti et Anton Maria Salviati, il est nommé en 1592 à la préfecture de Rome, de la Consulta et des villes de tous les États pontificaux. 
Le cardinal Pierbenedetti est nommé préfet de la Congrégation des Consulta, superintendant des affaires politiques et militaires des États pontificaux et préfet de la Congrégation pour les inondations des légations de Ferrare, Bologne et Romagne.
Pierbenedetti participe aux deux conclaves de 1590 (élection de Urbain VII et Grégoire XIV) et aux conclaves de 1591 (élection d'Innocent XI), de 1592 (élection de Clément VIII) et de 1605 (élection de Léon XI et de Paul V).